# Mnémosyne
Pour les articles homonymes, voir Mnémosyne (homonymie).
 (novembre 2022).
Si vous disposez d'ouvrages ou d'articles de référence ou si vous connaissez des sites web de qualité traitant du thème abordé ici, merci de compléter l'article en donnant les références utiles à sa vérifiabilité et en les liant à la section « Notes et références ».
Mnémosyne (en grec ancien Μνημοσύνη / Mnêmosúnê) est une Titanide dans la mythologie grecque. D'après Hésiode, elle est la fille d'Ouranos (le Ciel) et de Gaïa (la Terre) ; elle est la déesse de la Mémoire. Hygin, la rajeunissant de deux générations, voit plutôt en elle une fille de Zeus et de la Néréide Clymène.

## Fonction
Elle aurait inventé les mots et le langage. Elle a donné un nom à chaque chose, ce qui rendit possible le fait de s'exprimer. Aimée de Zeus, de qui elle conçut les neuf Muses.

## Représentations
Mnémosyne est représentée par une femme qui soutient son menton, attitude de la méditation. Quelques Anciens l'ont peinte sous les traits d'une femme d'âge presque mûr[Qui ?] ; elle a une coiffure enrichie de perles et de pierreries, et se tient le bout de l'oreille avec les deux premiers doigts de la main droite.

### Sources antiques
- Hygin, Fables [détail des éditions] [(la) lire en ligne].